# Ftia
Ftia (em grego, Φθία ou Φθίη) é uma antiga região da Tessália, na Grécia setentrional. É a pátria dos Mirmidões, que participaram na Guerra de Troia sob o comando de Aquiles. Foi fundada por Éaco, avô de Aquiles, e foi a casa de Peleu e sua esposa Tétis, pais de Aquiles e Ártemis.
É mencionada por Platão em Críton, que fala de um sonho tido por Sócrates em que uma mulher vestindo branco previu que, após três dias, o veria nos campos da Ftia, significando que Sócrates seria executado dali a dois dias (os gregos contavam o dia de hoje como o primeiro dia, amanhã como o segundo e o dia seguinte como o terceiro).
O texto de Platão, por sua vez, é uma referência ao Canto IX da Ilíada, no qual Aquiles, irritado com Agamenão, ameaça abandonar o campo de batalha e voltar para "a fértil Ftia" no terceiro dia.